# Massively Parallel Processing
Der Begriff Massenparallelrechner (MPR) oder englisch Massively Parallel Processing (MPP) bezeichnet in der Informatik die Verteilung einer Aufgabe auf mehrere Hauptprozessoren, die jeweils auch über eigenen Arbeitsspeicher verfügen können. Ein Massiv-paralleler Computer ist demnach ein Parallelrechner, der über eine Vielzahl (zum Teil mehrere tausend) unabhängiger Ausführungseinheiten verfügt. Als Beispiel hierfür sind die Großrechner aus der BlueGene-Modellereihe von IBM zu nennen.